# Liste der Naturdenkmale in Reichweiler
Die Liste der Naturdenkmale in Reichweiler nennt die im Gemeindegebiet von Reichweiler ausgewiesenen Naturdenkmale (Stand 27. April 2024).

## Ehemalige Naturdenkmale
| Nr.         | Bezeichnung | Lage                         | Beschreibung                             | Bild                                    |
| ----------- | ----------- | ---------------------------- | ---------------------------------------- | --------------------------------------- |
| ND-7336-408 | Eiche       | Hauptstraße, bei Nr. 31 Lage | Quercus sp.; Rechtsverordnung aufgehoben | Direkt Bild zu diesem Denkmal hochladen |